# Фотосессия

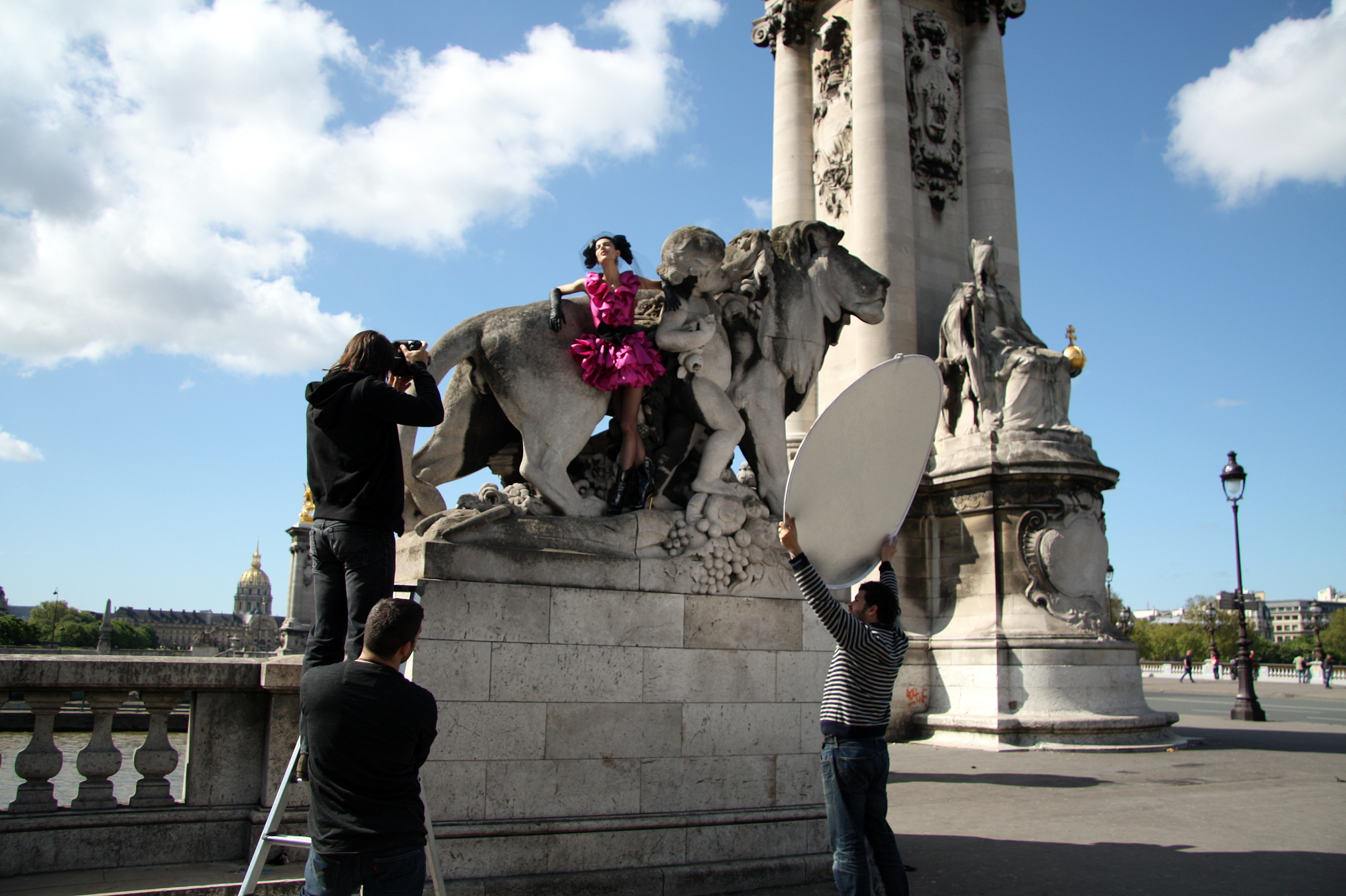
Фотосессия у моста Александра III (Париж).

Фотосессия — процесс фотографирования одного или нескольких людей фотографом. 
Фотосессии происходят в студии (студийная фотосессия), на открытом воздухе (выездная фотосессия на фоне исторического объекта) или в любых помещениях. Продукты фотосессии (фотосет) используются для иллюстрации глянцевых журналов, онлайн проектов или для привлечения внимания к новому фильму. Сегодня фотосессии неотъемлемая часть современного свадебного ритуала. Выездная фотосессия может привлечь внимание органов безопасности, если в объектив камеры попадают стратегические объекты.

## Эротические фотосессии
В СМИ иногда скандальный оттенок приобретают сообщения об «эротических», «откровенных» или «провокационных» фотосессиях в связи с обвинениями агрессивной рекламе, а также с возможным нарушением «правил и приличий». Также съемки в эротической фотосессии могут привести к конфликту фотомодели с её близкими или вызвать выговор от начальства по основному месту работы (например, для балерины). Особенно «пострадала» от эротических фотосессий супруга экс-президента Франции Карла Бруни, которую в результате не пустили в Ватикан.

## Галерея

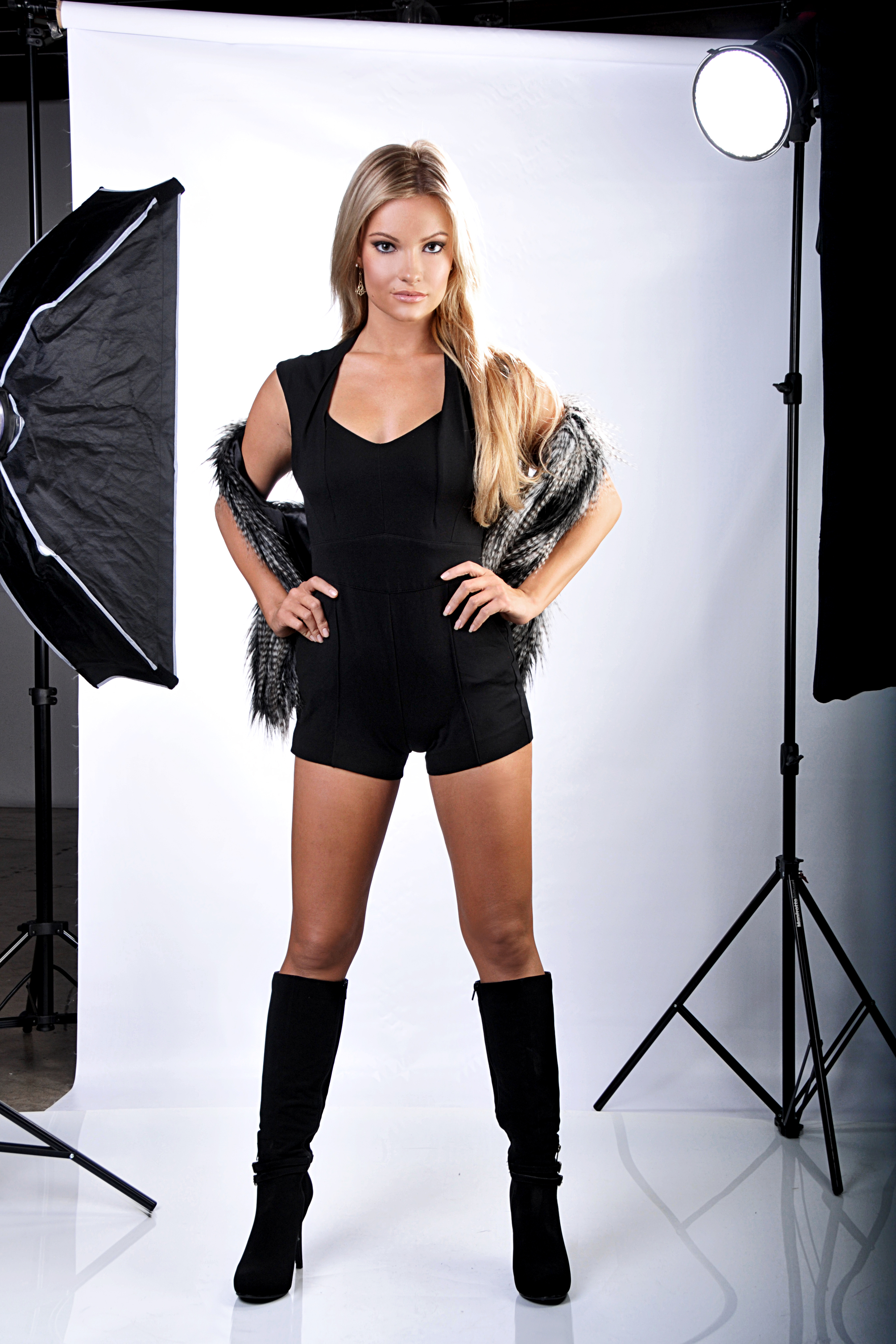
Модель позирует на типичной студии
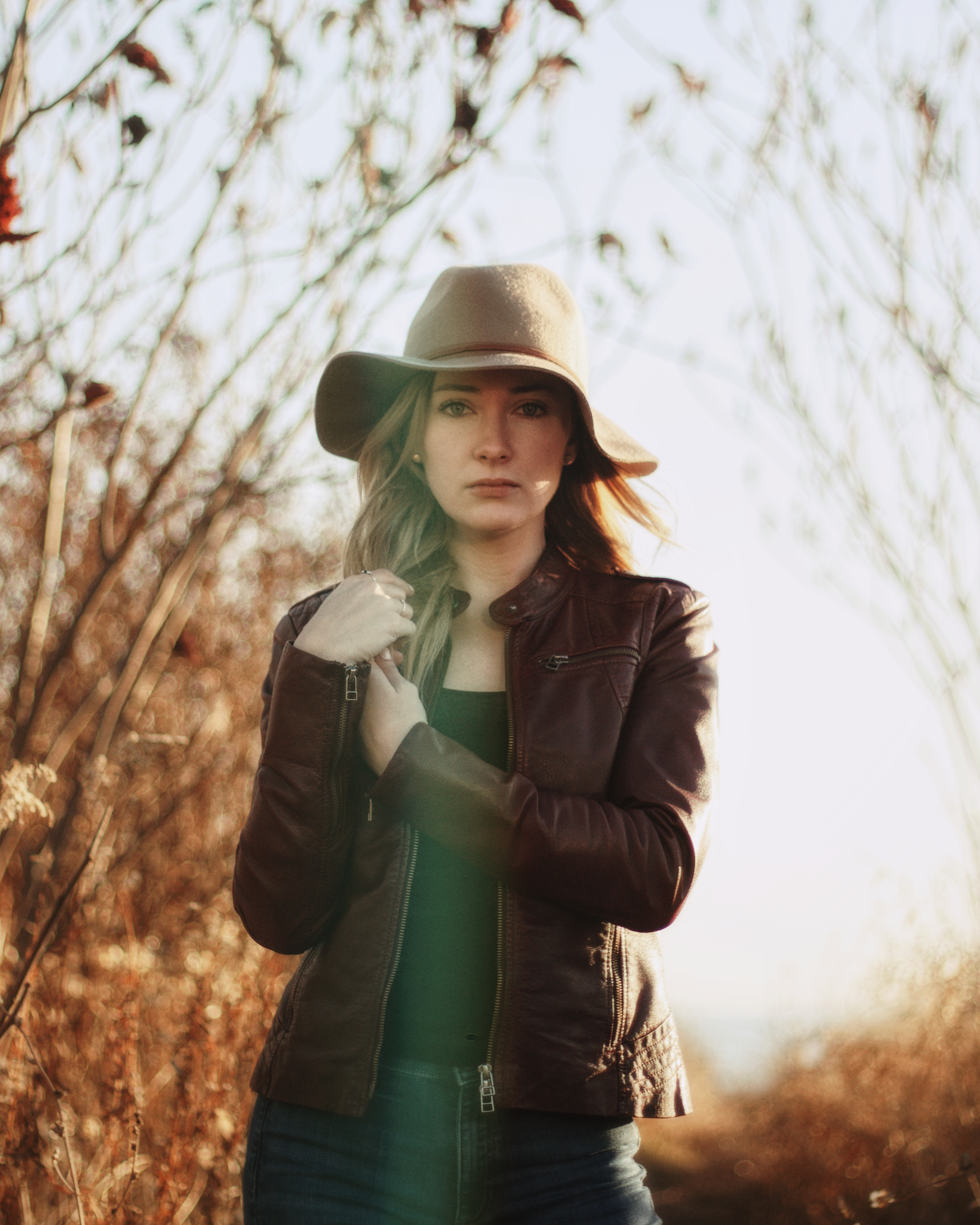
Съёмка на открытом воздухе
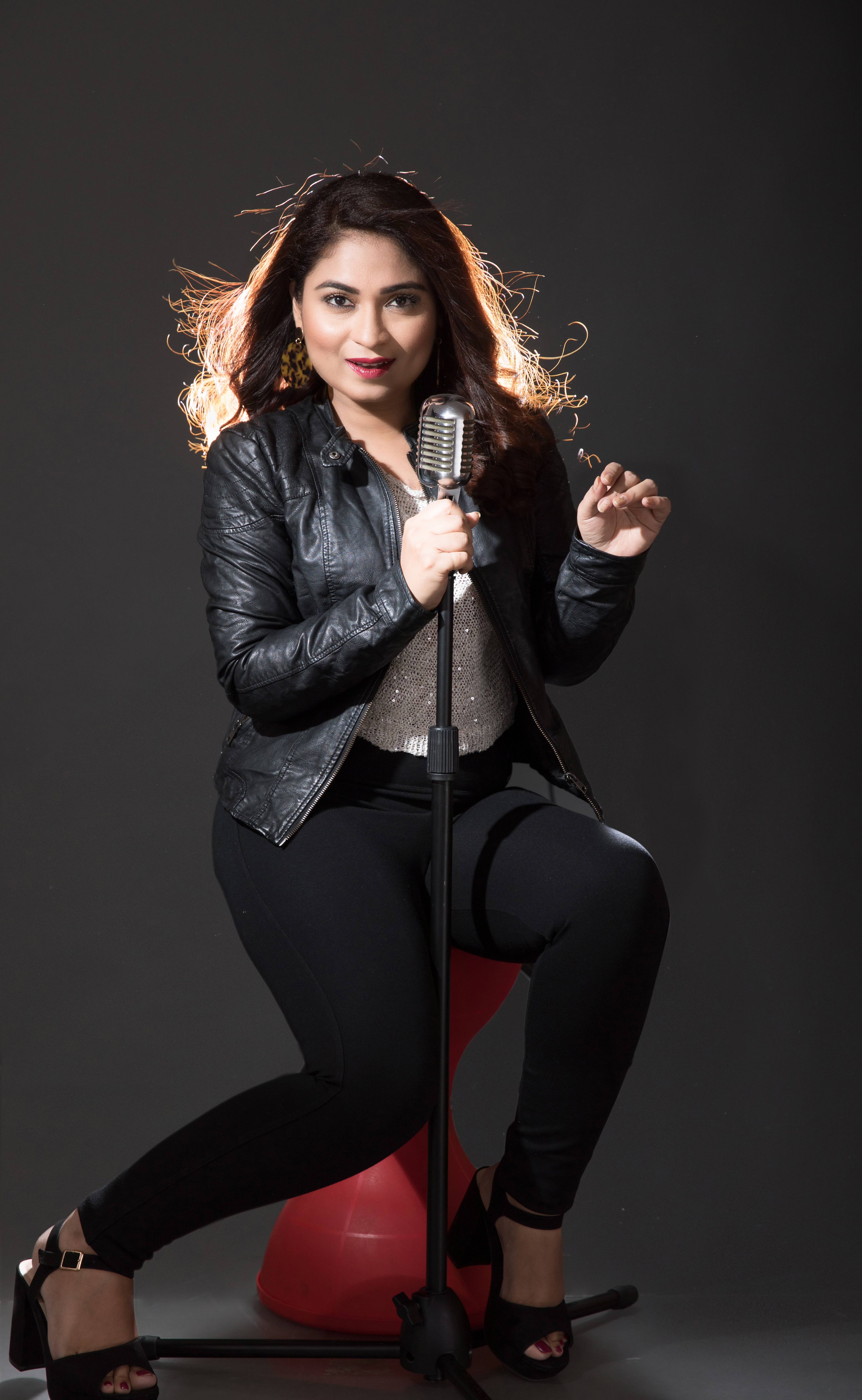
Фотосессия для альбома
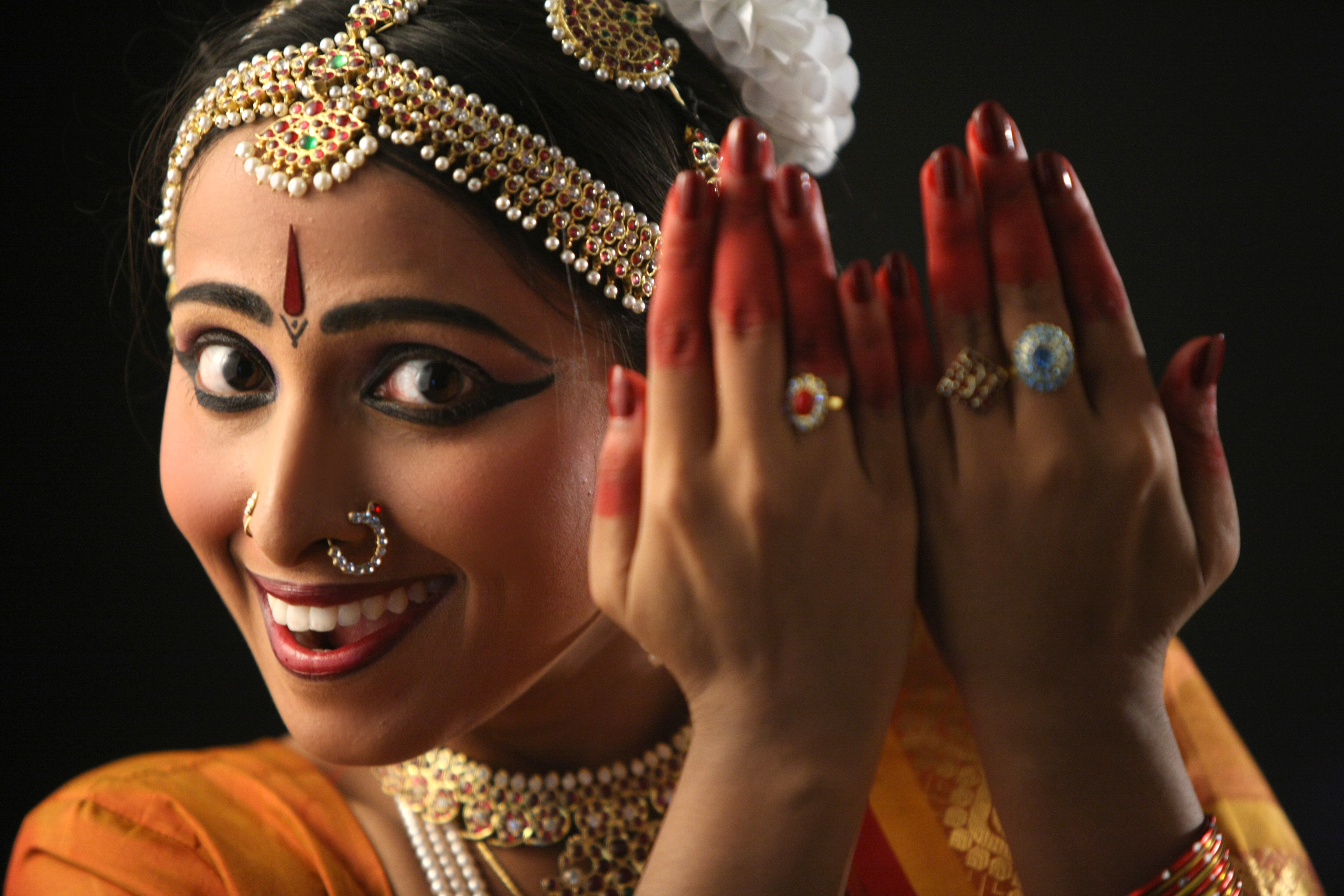
Фотосессия танцовщицы
Фотосессия группы
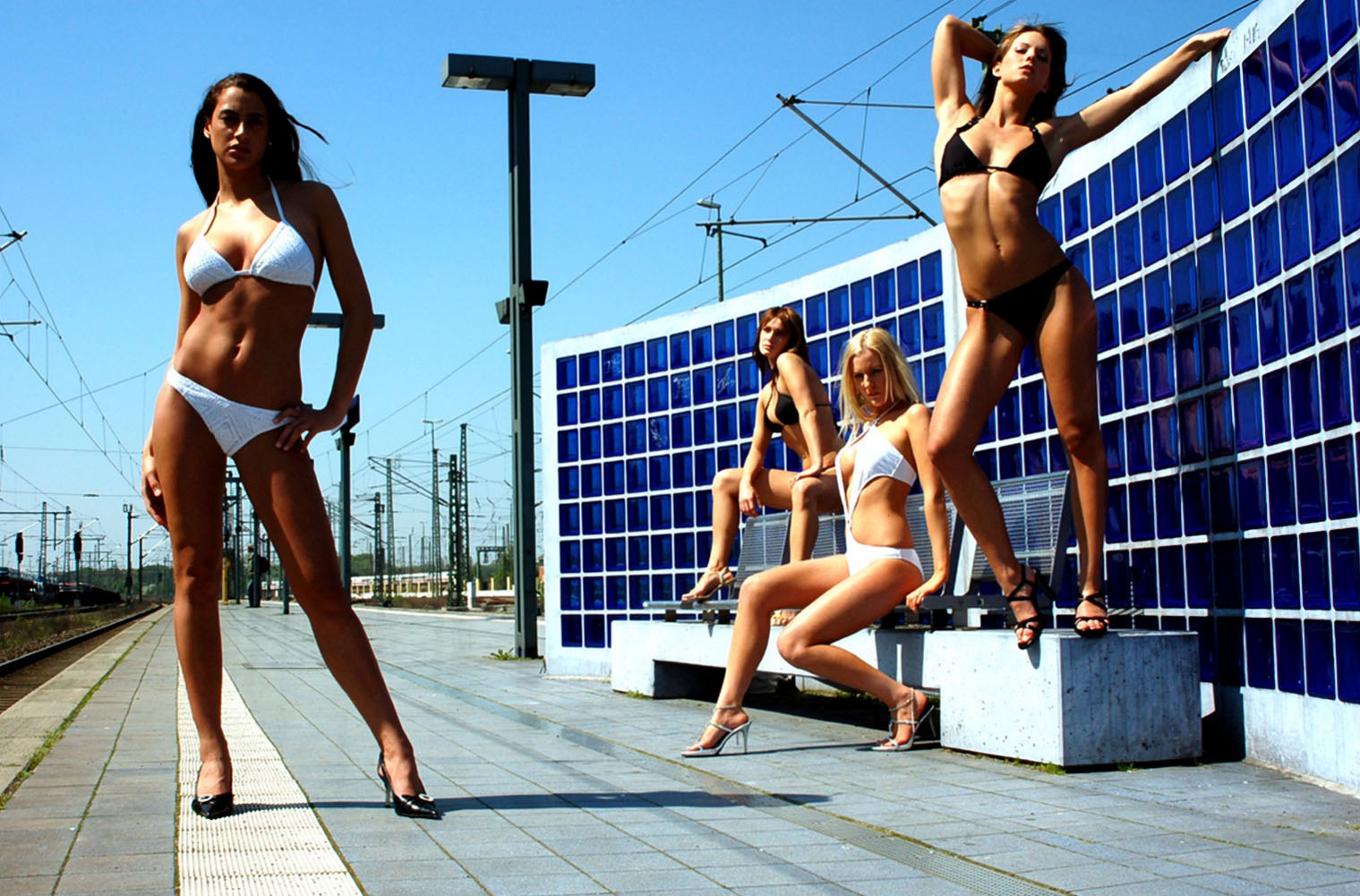
Модели в бикини для фотосессии, 2011 г.
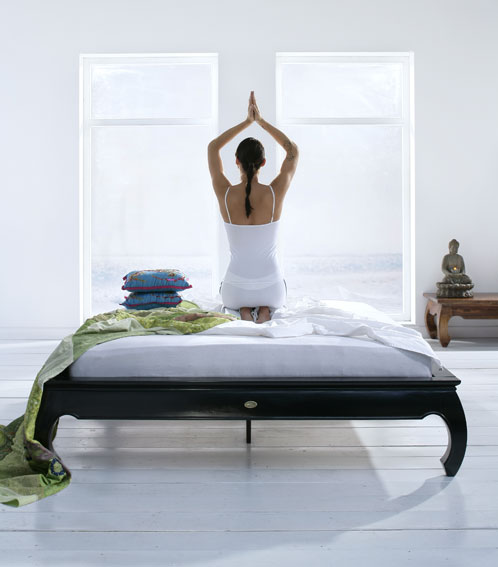
Пример рекламной фотографии
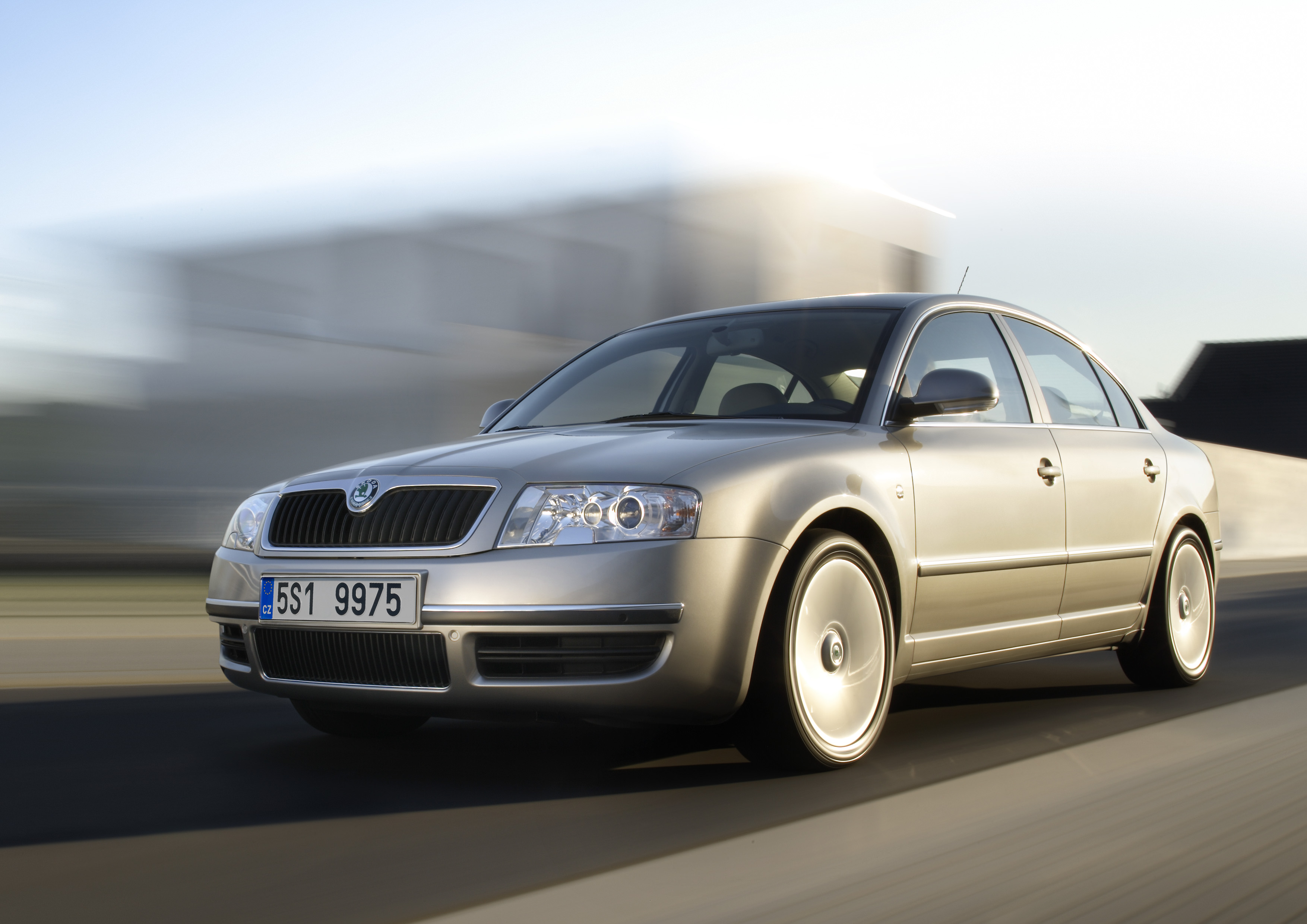
Фотосессия промышленного продукта
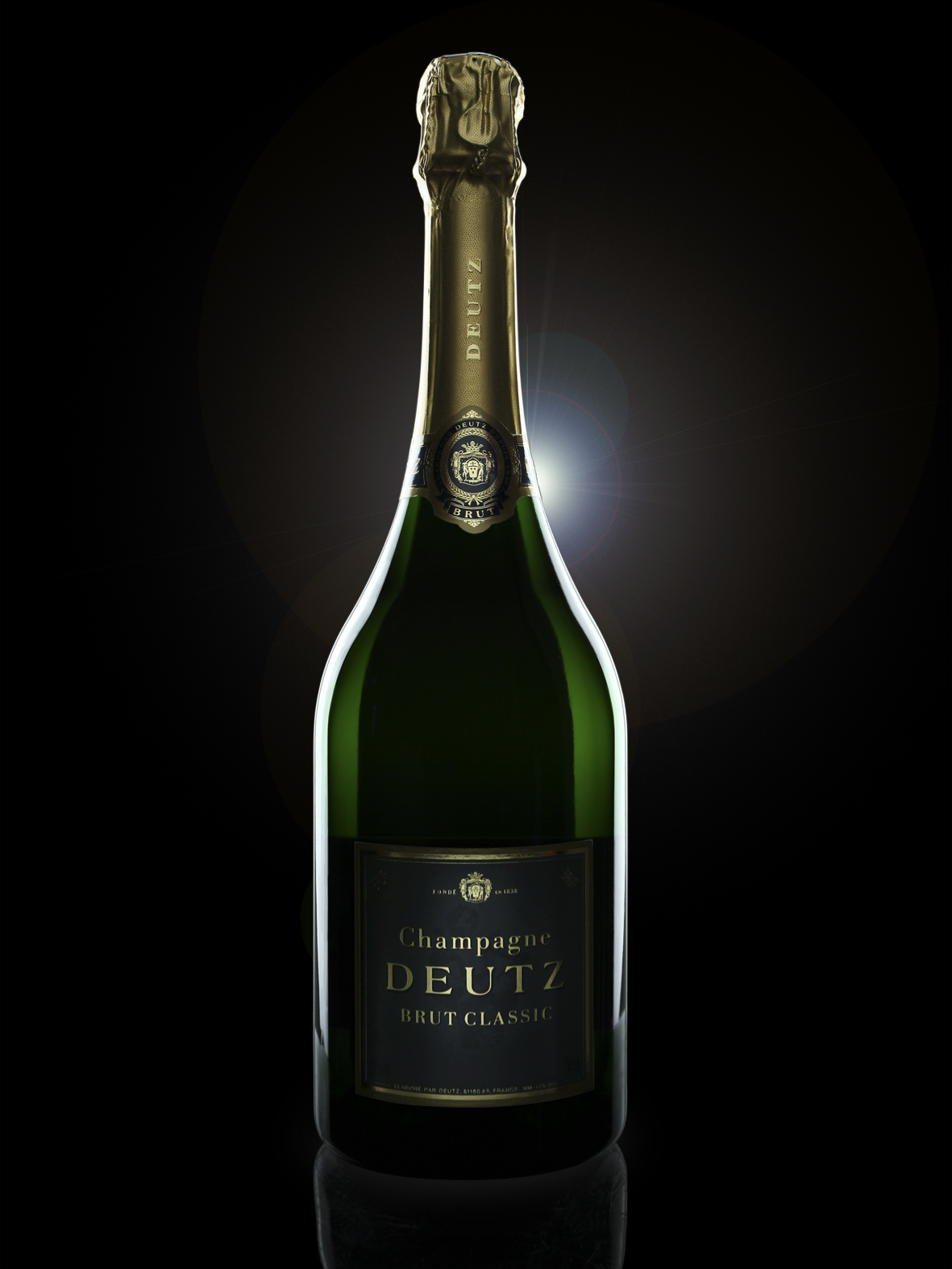
Фотосессия продукта
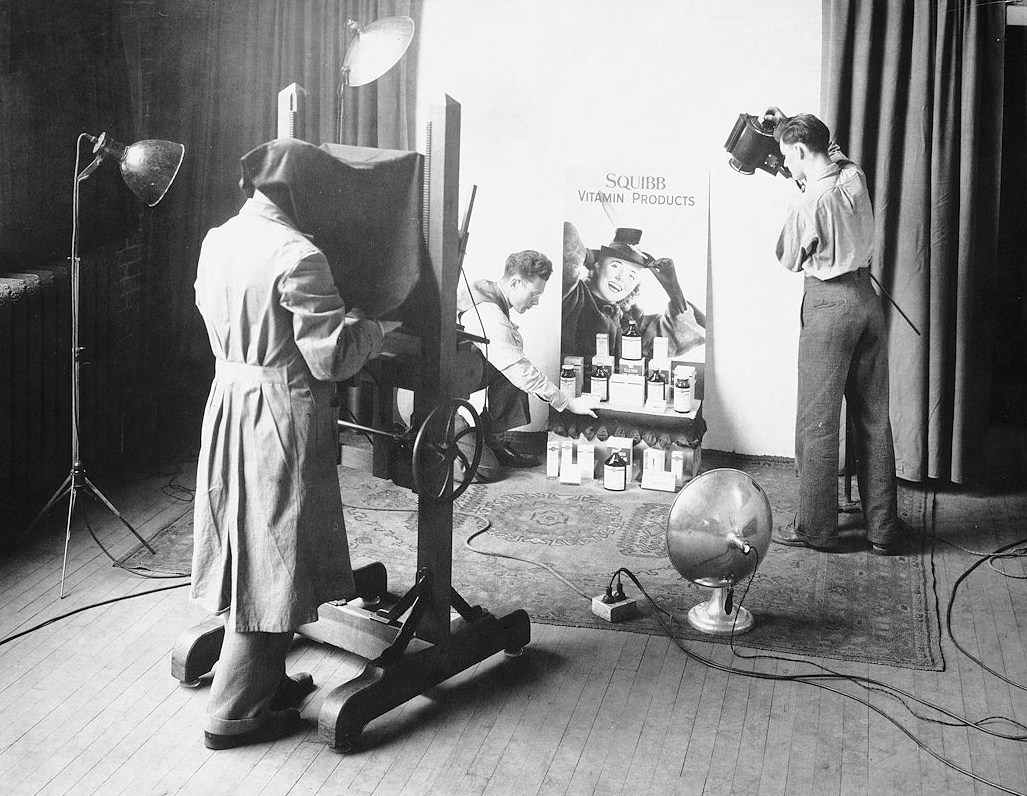
Фотосессия в студии в Канаде, 1922 год.